# Principios del 98
Los Principios del 98 referirse a la posición política estadounidense después de 1798 de que los estados individuales podían tanto juzgar la constitucionalidad de las leyes y decretos federales como negarse a hacer cumplir los que se consideraron inconstitucionales. Esa negativa se conoce generalmente como "Anulación", pero también se ha expresado como "interposición:" el derecho de los estados de "interponerse" entre el gobierno federal y la gente del estado.
Los Principios del 98 fueron ampliamente promovidos en la democracia jeffersoniana, especialmente por los Quids, como John Randolph de Roanoke, pero nunca se convirtieron en ley.

## Etimología
El término deriva de las Resoluciones de Virginia y Kentucky escritas en 1798 por James Madison y Thomas Jefferson, respectivamente. Dirigieron un segmento vocal de los Padres Fundadores que creían que si el gobierno federal, si es el juez exclusivo de sus limitaciones bajo la Constitución de los Estados Unidos, eventualmente superaría esos límites y se volvería cada vez más poderoso y autoritario. Argumentó que a pesar de los dispositivos de limitación formales, como elecciones y separación de poderes, no sería suficiente que el gobierno pudiera juzgar su propio caso con respecto a la constitucionalidad. Como escribió Jefferson: "Cuando todos los gobiernos, nacionales y extranjeros, tanto en las pequeñas como en las grandes cosas, sean atraídos a Washington como el centro de todo el poder, dejarán impotentes los controles proporcionados por un gobierno sobre otro y se volverán tan venales y opresivo como el gobierno del que nos separamos".

## Historia
En contraste con esa posición, otros Padres Fundadores de los Estados Unidos creían que es responsabilidad del poder judicial federal, no de los estados, determinar si el Congreso actúa de manera consistente con la Constitución. En Federalist No. 78, Alexander Hamilton declaró que los tribunales federales son el foro natural y adecuado para determinar tales cuestiones legales: "La interpretación de las leyes es competencia propia y peculiar de los tribunales. A La constitución es, de hecho, y debe ser considerada por los jueces, como una ley fundamental. Por lo tanto, les corresponde conocer su significado, así como el significado de cualquier acto particular que proceda del cuerpo legislativo. una variación irreconciliable entre los dos, la que tiene la obligación superior y la validez debe, por supuesto, ser preferida; o, en otras palabras, debe preferirse la Constitución al estatuto, la intención del pueblo a la intención de su agentes ". En Federalist No. 80, Hamilton rechazó la idea de que cada estado pueda aplicar su propia interpretación de la Constitución: "La mera necesidad de uniformidad en la interpretación de las leyes nacionales decide la cuestión. Trece tribunales independientes de jurisdicción final sobre las mismas causas, surgiendo sobre las mismas leyes, hay una hidra en el gobierno, de la cual nada más que contradicción y confusión puede proceder ".
Los Principios del 98 no fueron adoptados por ningún otro estado. Siete legislaturas estatales rechazaron formalmente las Resoluciones de Kentucky y Virginia, y otras tres expresaron su desaprobación. Varios de los estados afirmaron que el poder judicial federal, no los estados, es el foro adecuado para interpretar la Constitución.[cita requerida]
En 1803, "Marbury v. Madison" fue un caso decidido por el Tribunal Supremo de EE. UU. Que estableció el principio de revisión judicial, que ha sido el precedente legal predominante en el derecho constitucional.
Sin embargo, algunas partes continuaron promoviendo versiones de los Principios del 98 durante principios del siglo XIX. Además de la reacción original a las Leyes de Extranjería y Sedición, las Resoluciones de Virginia y Kentucky, los tribunales estatales y las legislaturas de Nueva Inglaterra discutieron y citaron la anulación como reacción al Embargo de 1807 y la Guerra de 1812:

¿Dónde está escrito en la Constitución, en qué artículo o sección está contenido, que puede quitar a los hijos de sus padres y a los padres de sus hijos, y obligarlos a librar las batallas de cualquier guerra en la que la locura o la maldad de ¿El gobierno puede comprometerlo? La aplicación de medidas por lo tanto inconstitucionales e ilegales debe evitarse recurriendo a otras medidas que son tanto constitucionales como legales. Será el deber solemne de los gobiernos estatales proteger su propia autoridad sobre su propia milicia e interponerse entre sus ciudadanos y el poder arbitrario. Estos son algunos de los objetivos para los que existen los Gobiernos de los Estados; & sus obligaciones más altas los unen a la preservación de sus propios derechos y las libertades de su pueblo.
Daniel WebsterWebster's Speech Against Conscription (December 9, 1814)

Del mismo modo, el Tribunal General de Massachusetts aprobó [cita requerida] un informe de comité que decía: "Siempre que se viole el pacto nacional, y los ciudadanos de este Estado sean oprimidos por leyes crueles y no autorizadas, esta Legislatura está obligada a interponer su poder y arrebatar al opresor su víctima".
La oposición de Carolina del Sur al Arancel de Abominaciones también se basó en los principios del 98, que condujeron a la Crisis de anulación.
Otro uso prominente de los principios fue oponerse a las Leyes de esclavos fugitivos del gobierno federal, que obligaban a las personas a ayudar e incitar a la esclavitud, en particular al regreso de esclavos fugitivos:

Se resuelve, Que el gobierno formado por la Constitución de los Estados Unidos no era el juez exclusivo o final del alcance de los poderes delegados a sí mismo; pero que, como en todos los demás casos de pacto entre partes que no tienen juez común, cada parte tiene igual derecho a juzgar por sí misma, tanto de las infracciones como de la modalidad y medida de reparación.

Se resuelve, que el principio y la construcción que sostiene el partido que ahora gobierna en los consejos de la nación, de que el gobierno general es el juez exclusivo de la extensión de los poderes que se le delegan, detiene nada menos que el despotismo, ya que la discreción de los que administran el gobierno, y no la Constitución, serían la medida de sus poderes; que los diversos Estados que formaron ese instrumento, siendo soberanos e independientes, tienen el derecho incuestionable de juzgar sus infracciones; y que un desafío positivo a esas soberanías, a todos los actos no autorizados realizados o intentados con el pretexto de ese instrumento, es el remedio legítimo.
Wisconsin Supreme Court1859 Statement

Parte de ese fallo Wisconsin se tomó palabra por palabra de las Resoluciones de Kentucky de 1798. Sin embargo, la Corte Suprema de Estados Unidos anuló la Corte Suprema de Wisconsin en "Ableman v. Booth" (1859).
Después de la Guerra Civil Estadounidense, los jeffersonianos, que favorecían la democracia descentralizada y los derechos de los estados, perdieron permanentemente el favor y los Principios del 98 fueron en gran parte olvidados. La Corte Suprema de los Estados Unidos sigue siendo tanto "de facto" como "de jure" el árbitro final de la constitucionalidad en los Estados Unidos.
El biógrafo de Jefferson Dumas Malone argumentó que la Resolución de Kentucky podría haber llevado a Jefferson a un juicio político por traición si sus acciones se hubieran conocido en ese momento.  Al escribir las Resoluciones de Kentucky, Jefferson advirtió que "a menos que sean arrestados en el umbral", las Leyes de Extranjería y Sedición "necesariamente llevarían a estos estados a la revolución y la sangre". El historiador Ron Chernow declaró que Jefferson "no estaba pidiendo protestas pacíficas o desobediencia civil: estaba llamando a la rebelión abierta, si era necesario, contra el gobierno federal del que era vicepresidente". Jefferson "estableció así una doctrina radical de los derechos de los estados que efectivamente socavó la constitución". Chernow argumentó que ni Jefferson ni Madison sintieron que habían patrocinado medidas tan hostiles como las Leyes de Extranjería y Sedición.
El historiador Garry Wills argumentó: "Su esfuerzo de anulación, si otros lo hubieran recogido, habría sido una amenaza mayor para la libertad que las leyes equivocadas [de extraterrestres y sedición], que pronto se volvieron irresponsables por el ridículo y la presión electoral . " El daño teórico de las Resoluciones de Kentucky y Virginia fue "profundo y duradero, y fue una receta para la desunión". George Washington estaba tan consternado por las resoluciones que le dijo a Patrick Henry que si "se perseguían sistemática y pertinazmente", "disolverían el sindicato o producirían coacción.  La influencia de la doctrina jeffersoniana de los derechos de los estados, sin embargo, repercutió hasta la Guerra Civil. El futuro presidente James Garfield, al final de la Guerra Civil, dijo que la Resolución de Kentucky "contenía el germen de la anulación y la secesión, y hoy estamos cosechando los frutos".

## Otras lecturas
- Gutzman, Kevin R. "A troublesome legacy: James Madison and `The principles of '98'," Journal of the Early Republic, Winter 1995, Vol. 15 Issue 4, pp 569–90

- Datos: Q7245177